# Bracon maculiceps
Bracon maculiceps är en stekelart som beskrevs av William Harris Ashmead 1894. Bracon maculiceps ingår i släktet Bracon och familjen bracksteklar. Inga underarter finns listade.